# Projektové učení
Projektové učení nebo projektové vyučování (angl. Project-based learning, PBL) je konstruktivistickým pedagogickým přístupem, jehož cílem je navodit hlubokou, detailní úroveň učení se s využitím metod na bázi průzkumu či výzkumu podpořenými tématy, která jsou skutečná, zajímavá a důležitá pro studentův každodenní život. Jde o komplexní vyučovací metodu, která je založena na propojení praxe (reálných situací) a teorie (vědomostí, nabytých v klasické školní výuce) v cílené činnosti žáka na určitém projektu. Časové úseky, které jsou projektu věnovány, na sebe smysluplně navazují, doplňují se a vždy ústí v závěrečný produkt (výsledek), oproti běžné výuce, jež probíhá v izolovaných 45 minutových blocích, které jsou z mnoha hledisek často nekoherentní. Projektové vyučování během své realizace spojuje i několik dílčích (jednodušších) vyučovacích metod a uplatňuje se jak individuální, tak skupinová práce žáků v hodině, přičemž dochází k aktivnímu rozvoji klíčových kompetencí jednotlivců. Projektové učení tedy není určeno pro studium jednoduchých informací a faktů. Například: studenti mohou mít za úkol sledování kvality vody v místní řece, na základě kterého získají informace o životním prostředí jejich okolí a problémech, které je ovlivňují.

## Počátky projektového vyučování
Vědeckotechnický pokrok na přelomu 19. a 20. století posouval společnost dál a dával mimo jiné podnět k novátorským myšlenkám, jak žáky motivovat v jejich školní činnosti v souladu se společenským děním. Tehdy se iniciátorem změny, průkopníkem projektového vyučování, stal Američan John Dewey (pedagog, psycholog), který začal rozvíjet koncepci tří kroků činnosti žáků, čímž de facto postupně realizuje první projekt, projektové vyučování, v praxi. Dewey se soustředil na posloupnost aktivit žáků ve třech bodech; nejprve žáky nechal pracovat na praktickém úkolu, přičemž se při něm potýkali s konkrétními problémy, které museli překonávat svými znalostmi, bádáním a komplexním studiem související látky a až ve třetím kroku, díky předchozímu poučení a získaným vědomostem, žáci úspěšně dokončují svůj projekt – původní úkol. Na českém území v této době působil český prvorepublikový pedagog Stanislav Vrána, který se zajímal o tzv. podnik, jejž můžeme považovat za první formu projektu v českém školství. Pracoval s konceptem podniku, patřící žákovi, který za něj přebírá hlavní odpovědnost a v rámci jeho realizace se ubírá za určitým cílem.
Dnes tomu není jinak. Role žáků se ve světě dynamicky mění a vyvíjí se velmi rychlým tempem, roli hraje nejen socioekonomický faktor, ale i globální výchova, myšlení, inovativní vyučovací metody, které vědí, že informace jsou snadno dostupné a důležitá je především kritická práce s nimi. Společnost se posouvá a světové myšlení se soustředí na individualizaci vzdělávání, jasné jsou tendence diferenciace výuky a zároveň je velkým tématem inkluzivní vzdělávání a to na různých úrovních. Proto se skloubení teorie a praxe v rámci projektového vyučování dále rozvíjí a má své opodstatněné místo ve školách.

## Znaky projektového vyučování

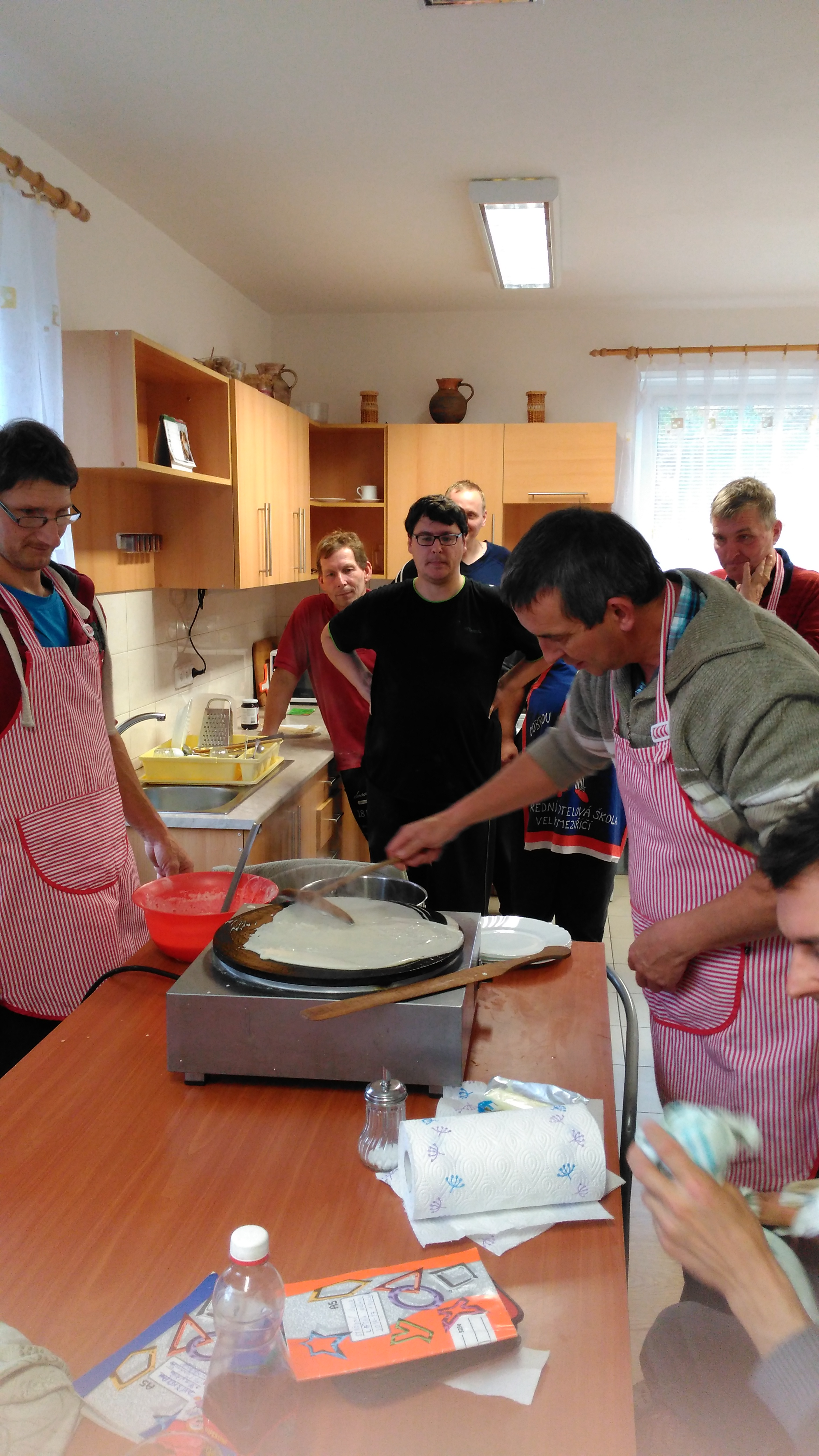
Projektové učení. Mentálně postižení žáci střední školy Euroinstitut při přípravě palačinek.

Pojem „projekt“ je jedním z nejvíce devalvovaných termínů v pedagogice vůbec. Znaky projektového přístupu jsou následující:
- Je řešen jeden přesně vymezený problém, stanoven jasný a určitý cíl projektu, který je splnitelný a měřitelný.
- Pokud je téma zadáváno učitelem, musí být vše vymezeno jasně, stručně a srozumitelně pro všechny žáky.
- Celý projekt je koncentrován kolem základní ideje, základního tématu, který slučuje i více vyučovacích předmětů najednou, propojuje poznatky z různých oblastí s realitou.
- Probíhá v jasně vymezeném časovém úseku (1, 2 nebo několik vyučovacích hodin, týden, měsíc apod.).
- Vytváří takové situace, v nichž musí žáci projevit vlastní iniciativu.
- Průběh projektu i jeho konečné výsledky jsou evaluovány podle předem daných měřítek – nutná reflexe.
- Projektové vyučování je nutně spjato s praxí, s reálným životem, umožňuje překlenout roztříštěnost poznatků a odtrženost výuky od reality života.
- Žáci vyvíjí činnost skupinovou i individuální, nástrojem by měla být vzájemná diskuse, hledání kompromisu, argumentace a vzájemná kooperace.
- Učitel se posouvá do role průvodce, poradce, motivátora, kouče.
- Téma výuky (projektu) je vybíráno tak, aby samo o sobě žáky motivovalo. Je možnost, zadat pouze oblast, téma si žáci zvolí sami.
- Projektové vyučování představuje cílené, promyšlené a dobře organizované vyučování.
- Vždy končí konkrétním, hmatatelným výstupem (knižní publikace, nástěnka, prezentace na počítači, pomůcka při vyučování, přístroj, plakát, mapa, dramatické představení, výstava, jídlo, obal, počítačový software, školní výlet, exkurze, trh s výrobky žáků apod.). Důležité je, aby každý žák mohl ukázat nebo říci: „Tuto část projektu jsem udělal já.“

## Druhy projektu
Jedná se o přechod od myšlenky k činu, je to záměr realizovat nápad. Rozlišují se tyto druhy projektu:
- dle navrhovatele
  - spontánní (nápad pochází od žáků)
  - umělé (nápad pochází od učitele nebo z vnějšího zdroje (například zadání soutěže)
  - kombinované (nápad je společným dílem žáků a dalších osob (například učitel doplní nápad, upřesní ho)

- dle místa
  - školní (projekt se celý realizuje v rámci výuky)
  - domácí (projekt se celý realizuje mimo výuku)
  - kombinované (projekt je realizován zčásti v rámci výuky, zčásti mimo ni)

- dle počtu žáků
  - samostatný (projekt řeší jednotlivec)
  - skupinový (projekt řeší 2 a více žáků, ale ne celá třída)
  - třídní (projekt řeší celá třída)
  - celoškolní

- dle času
  - dlouhodobé
  - krátkodobé

- dle předmětu
  - jednopředmětové
  - mezipředmětové
  - všechny

- dle cíle
  - pro získání poznatků
  - pro opakování
  - pro aplikaci

## Struktura
Projektové učení je výukový přístup založený na dlouhodobých, mezipředmětových a na studenta zaměřených aktivitách. Tento přístup je obecně méně strukturovaný než tradiční učitelem řízený výukový proces; při projektovém učení musí studenti velmi často sami organizovat svou práci a čas. V rámci projektového učení je také kladen velký důraz na vzájemnou spolupráci studentů. Instrukce projektového učení se odlišují do běžných zkoumání zejména svým důrazem na společné učení a také zaměřením na konečný výstup, který představuje a dokumentuje učební proces celého projektu.

## Podmínky kvalitního projektového učení
Mezi podmínky kvalitního projektového učení patří:
- Otázka nebo téma, které je skutečné, zajímavé a důležité pro studentův každodenní život
- Reálné využití technologií
- Studentovo samostatné řízení učebního procesu
- Spolupráce
- Využití zkušeností a znalostí z více vědních, či společenských oborů
- Dlouhodobost (více než 3 týdny)
- Zaměření na výstup – výrobek, prezentace, nebo činnost jako výsledek výzkumu (pátrání)

## Požadavky na projekt
- výběr tématu (významný pro žáka, vnitřní motivace) – je dobré prodiskutovat volbu tématu přímo s žáky
- možnost integrace žáka a předmětu – téma by mělo poskytovat dostatečnou šíři pro seberealizaci žáků a být spojeno s praxí
- formulace úkolu, cíle projektu – předem definovat, konkrétně, stručně, užitečně, zajímavě, úkol musí být splnitelný a měřitelný podle předem daných kritérií
- příprava pedagoga – odborné znalosti, správnou evokaci problematiky, motivační otázky, materiály, modelové situace a jiné podněty či nástroje
- příprava žáků – projektové vyučování předpokládá u žáků jisté, již nabyté vědomosti a dovednosti, které si musí žáci nejprve osvojit
- velikost a rozsah projektu – stupňovat, začít jednohodinovým, v rámci jednoho předmětu, poté dvouhodinové (dopolední i celodenní) či náročnější vícedenní (týdenní, měsíční, pololetní, roční i víceleté)
- závěr – obsahuje feedback, zpětnou vazbu, hodnocení projektu, reflexe

## Aktivity
S využitím všech zkušeností a možností 21. století se z Projektového učení (PU) stává více než jen pouhý webquest nebo úkol založený na průzkumu internetu. V rámci projektového učení se od studentů očekává smysluplné vyžití dostupných technologií k výzkumu či k prezentaci své práce. Vzhledem ke komplexnímu využití technologií v rámci projektů by bylo výstižnější nazývat tento pedagogický přístup iPU (iPBL, ITJAB), aby se tím vyjádřil důraz kladený na roli technologií a zároveň akademický obsah.

## Role
PU se opírá o studijní skupiny; studijní skupiny určují své projekty a tím přejímají plnou zodpovědnost za své vzdělávání. Tento přístup také činí projektové učení konstruktivistickým. Po několika cyklech projektového učení se celé školní prostředí začne zaměřovat na studijní skupiny; úspěch v rámci projektů pomáhá určovat status celé komunity. Tento status je zároveň dosažen tím, že i méně sebejistí studenti mají možnost úspěchu.

## Výstupy
Mnohem více než samotné učení se různým vědním oborům se při PU studenti učí pracovat v týmu a tím se učí přijímat zodpovědnost v rámci společnosti. Nejvýrazněji přispívá PU ve školách upadajících vlivem chudoby v dané oblasti; sebeúcta studentů se zvýší poté, co převezmou zodpovědnost za své vlastní vzdělávání. Zároveň byly tyto školy schopny zvýšit úroveň výsledků zavedením projektového učení.
PU je také významné pro vývoj (ne-)porozumění. Částečné pojetí a dětská intuice jsou je těžko nahraditelné přijetím strohé vědecké pravdy skrze zprostředkovanou epistemologii (teorii poznání). V projektovém učení je na druhou stranu věda součástí kultury daného týmu, dané komunity; sami studenti (studijní skupiny) řeší vlastní porozumění jevů na základě jejich znalostí a zkušeností, či nově nabytých poznatků.
Související pedagogický přístup – problémové učení je podobný, nicméně při aktivitách problémového učení je úkolem studentů spíše vyřešit nějaký otevřený problém než aby studenti sami prezentovali problém související s úspěšným dokončením projektu.

## Pozitiva projektového vyučování
- Umožňuje individualizaci, diferenciaci výuky a spojení několika vyučovacích metod a nástrojů.
- Rozvíjí kreativní a kooperační myšlení žáka, jeho pracovní i studijní návyky.
- Žák pracuje s informacemi z různých vyučovacích předmětů, spojuje si je v širších souvislostech.
- Propojení teorie a praxe s aktivním zapojením žáka (smyslové vjemy, prožitky) vzbuzuje jeho vnitřní motivaci k řešení problému.
- Rozvíjí životní dovednosti a klíčové kompetence žáka.
- Učí žáky spojit individuální práci s prací v týmu, ve skupinách.
- Žáci jasně vidí výsledky své práce.
- Žáci se učí diskuzi, problémové výuce, kompromisu, pracovat s kritikou, argumentací, s informacemi v jistém časovém horizontu…